# Industry (Pensilvania)
Industry es un borough ubicado en el condado de Beaver en el estado estadounidense de Pensilvania. En el año 2000 tenía una población de 1.921 habitantes y una densidad poblacional de 75.4 personas por km².

## Geografía
Industry se encuentra ubicado en las coordenadas 40°39′22″N 80°24′34″O / 40.65611, -80.40944.

## Demografía
Según la Oficina del Censo en 2000 los ingresos medios por hogar en la localidad eran de $38,125 y los ingresos medios por familia eran $43,571. Los hombres tenían unos ingresos medios de $34,667 frente a los $22,731 para las mujeres. La renta per cápita para la localidad era de $18,337. Alrededor del 6.9% de la población estaba por debajo del umbral de pobreza.